# Konstantin Loktev
Konstantin Borisovitj Loktev, ryska: Константин Борисович Локтев, född 16 juni 1933, död 4 november 1996, Moskva, Ryssland, var en ishockeyspelare och tränare.
Loktev startade sin karriär 1952 i Spartak Moskva innan han via spel i SKA Sankt Petersburg ett år kom till CSKA Moskva 1954. Loktev stannade som spelare i klubben till han drog sig tillbaka 1966. Med CSKA Moskva vann Loktev nio sovjetiska mästerskap i ishockey. 1959 var han främste målskytt i ligan tillsammans med Viktor Jakusjev.
Internationellt spelade Loktev med Sovjets herrlandslag i ishockey från 1956 till 1966 med 113 landskamper och 83 mål som resultat. Loktev bildade en av de mest ryktbara kedjorna i sovjetisk ishockey från tidigt 1960-tal. Tillsammans med sina lagkamrater från CSKA Moskva, Veniamin Aleksandrov och Aleksandr Almetov, gjorde de mer än 250 mål på cirka 100 matcher. Med det sovjetiska landslaget vann han guld. och bronsmedalj vid två olympiska vinterspel, tre gånger världsmästare. Loktev gjorde flest poäng vid VM 1957 och blev utnämnd till bäste forward vid VM 1966. 
Efter sin aktiva karriär blev Loktev huvudledare för CSKA Moskva. Förutom en kortare period som ansvarig för Partizan Belgrad 1974, så var Loktev tränare för CSKA Moskava fram till 1977, med två sovjetiska ligatitlar som resultat. Loktev var assisterande tränare för det sovjetiska landslaget 1976/1977 med guld i OS 1976 och brons i VM 1977 som resultat. 
1993 blev Loktev utnämnd till vice ordförande i det ryska ishockeyförbundet. Loktev blev 2007 invald i IIHF:s Hall of Fame.

## Klubbar
- 1953 	Spartak Moskva
- 1953–1954 SKA Sankt Petersburg
- 1954–1967 CSKA Moskva

## Tränare för
- 1968–1969 	CSKA Moskau
- 1970–1977 	CSKA Moskau
- 1973–1974 	Partizan Belgrad
- 1974–1977 	Sovjets landslag
- 1977–1980 	Legia Warszawa
- 1980–1982 	CSKA Sofia
- 1982–1983 	SKA Novosibirsk

## Meriter
- 1955, 1956, 1958, 1959, 1960, 1961, 1963, 1964, 1965 und 1966 Sovjetisk mästare med CSKA Moskva
- 1959 Skyttevinnare i VM, 21 mål, tillsammans med Viktor Jakusjev
- 1957, 1958, 1959, 1960, 1965 All-Star Team i VM
- 2007 Invald i IIHF Hall of Fame